# جان ميتزنجر

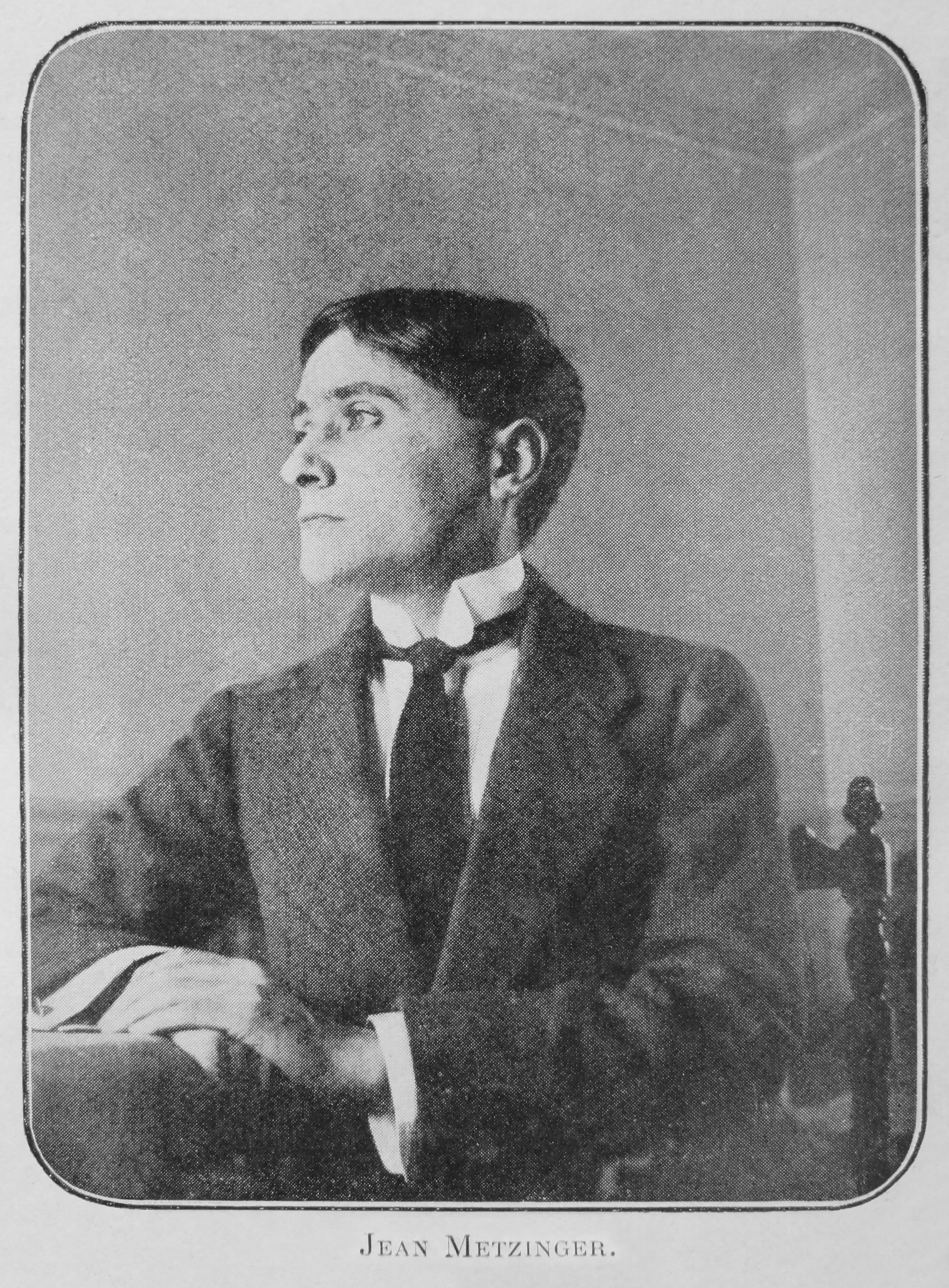
صورة فوتوغرافية لجان ميتزنجر في شبابه

جان دومينيك أنتوني ميتزنجر (24 يونيو 1883 – 3 نوفمبر 1956) رسام فرنسي بارز من القرن العشرين، وعالم نظري، وناقد، وشاعر، كتب مع ألبرت غليزس أول عمل نظري حول المدرسة التكعيبية. تأثرت أعماله الأولى، بين عامي 1900 و1904، بالانطباعية الجديدة لجورج سيورات وهنري إدموند كروس. بين عامي 1904 و1907، عمل ميتزنجر في أساليب التقسيمية والحوشية (الفوفية) مع لمسة قوية من أسلوب بول سيزان، ما مهد لبوادئ الأعمال التكعيبية.
منذ سنة 1908، اختبر ميتزنجر مفهوم الوجيهات الظاهرية، وهو نمط سرعان ما أصبح يعرف بالتكعيبية. بسبب انخراطه المبكر بالتكعيبية، أصبح ينظر له فنانًا مؤثرًا وصاحب نظريات تخص الحركة. عولجت فكرة التحرك حول جسم ما لرؤيته من وجهات نظر مختلفة للمرة الأولى في مذكرة ميتزنجر «حول اللوحة»، التي نشرت في سنة 1910. قبل ظهور التكعيبية، أبدى الفنانون أعمالهم بناءً على منظور زاوية واحدة. أبدى ميتزينجر، للمرة الأولى، في مذكرته «حول اللوحة»، اهتمامه بتمثيل الأشياء على النحو الذي تذكره التجارب المتتالية والذاتية في سياق المكان والزمان على حد سواء. كتب جان ميتزنجر وألبرت غليزس أول بحث رئيسي حول التكعيبية في عام 1920، بعنوان «كيوبيزم (التكعيبية)». كان ميتزنجر عضوًا مؤسسًا لمجموعة الفنانين المعروفة باسم «القسم الذهبي».
انخرط ميتزنجر في لب الحركة التكعيبية، وذلك لمشاركته فيها وتسليط الضوء عليها عند ظهورها للمرة الأولى، ولدوره وسيطًا بين جماعتي باتو-لافوار والقسم الذهبي في المدرسة التكعيبية، وأيضًا بسبب شخصيته الفنية قبل كل شيء. خلال الحرب العالمية الأولى، عزز ميتزنجر دوره في التكعيبية من خلال مشاركته في تأسيس المرحلة الثانية من الحركة، التي أشير إليها باسم «التكعيبية المبلورة». أدرك أهمية الرياضيات في الفن، وذلك من خلال الهندسة الجذرية للشكل كأساس معماري ضمني لتركيباته في زمن الحرب. أدى إرساء الأساس لهذا المنظور الجديد، والمبادئ التي يمكن على أساسها بناء فن غير تمثيلي في الأساس، إلى تأليف كتاب «الرسم وقوانينه» على يد ألبرت غليزس في الفترة بين عامي 1922 و1923. مع بداية إعادة الإعمار في فترة ما بعد الحرب، برزت سلسلة من العروض الفنية في معرض الفن الحديث لليونس روزنبرغ، وذلك لإبراز مكانة الفن الجمالي النقي. أصبحت ظاهرة التكعيبية الجمعية التي كانت حينها في أوج شكلها التنقيحي، جزءًا من تطور الثقافة الفرنسية جرى مناقشته على نطاق واسع، وعلى رأسها ميتزنجر. كانت التكعيبية المتبلورة تتويجًا لذروة نطاق العمل الآيل إلى الامتثال؛ وذلك بناءً على ملاحظة علاقة الفنان بالطبيعة، وليس على طبيعة الواقع نفسه. من حيث الفصل بين الثقافة والحياة، تبرز هذه الفترة باعتبارها الأكثر أهمية في تاريخ الحداثة (الحركة الحداثية).
بالنسبة لميتزنجر مثلت الرؤية الكلاسيكية الأشياء تمثيلًا ناقصًا، استنادًا إلى مجموعة غير كاملة من القوانين والافتراضات والنظريات. أعرب عن اعتقاده بأن العالم متحرك ومتغير في الزمن، وأنه يبدو مختلفًا تبعًا لوجهة نظر المراقب؛ كل وجهات النظر تعتبر صحيحة بذات القدر وفقًا للتماثلات الكامنة في الطبيعة. كمصدر للإلهام، علق نيلز بور، الفيزيائي الدنماركي وأحد مؤسسي ميكانيكا الكم، لوحة كبيرة في مكتبه رسمها ميتزنجر، اسمها «المرأة فوق الحصان»، وهي مثال كليّ مبكر «للمنظور المتنقل» أو كما يدعى بالتزامن أو التواقت.

## نشأته
نشأ جان ميتزنجر من لأسرة عسكرية بارزة. كان والد جده، نيكولاس ميتزينجر (18 مايو – 1769 – 1839)، والقبطان في الفوج الأول لمدفعية الخيل، وفراس في فيلق الشرف، قد خدم تحت قيادة نابليون بونابرت. سمي شارع في القضاء السادس لمدينة نانت (شارع ميتزينجر) على اسم جد جان، تشارلز هنري ميتزينجر (10 مايو 1814 - ؟). بعد موت والده، أوجين فرانسوا ميتزينجر، برز اهتمام جان بالرياضيات والموسيقى والرسم، رغم أن والدته، أستاذة الموسيقى أوجيني لويز أرغود، طمحت إلى أن يصير طبيبًا. أصبح موريس شقيق جان الأصغر (المولود في 24 أكتوبر 1885) موسيقيًا متميزًا في أدائه عازفًا على التشيللو. في سنة 1900، كان ميتزنجر يدرس الرسم على يد إبوليت تورنت، رسام لوحات شهير، درّس أسلوبًا أكاديميًا وتقليديًا في الرسم. إلا أن ميتزنجر اهتم بالأنماط السائدة في الرسم.
أرسل ميتزنجر ثلاث لوحات إلى جمعية الفنانين المستقلين في عام 1903، ثم انتقل بعد ذلك إلى باريس حاملًا عائدات بيعهم. منذ سن العشرين، كان ميتزنجر يعيل نفسه كرسام محترف. عرض لوحاته بانتظام في باريس من سنة 1903، مشاركًا في أولى معارض دوتون (معرض الخريف) في السنة نفسها، وشارك في عرض جماعي مع راول دوفي، ولوجون، وتورينت، بين 19 يناير و22 فبراير في المعرض الذي أدارته بيرث ويل، مع عرض آخر في شهر نوفمبر 1903. عرض ميتزينجر أعماله في معرض ويل في الفترة بين 23 نوفمبر و21 ديسمبر 1905، ومرة أخرى في الفترة بين 14 يناير و10 فبراير 1907، مع روبرت ديلانوي، وفي عام 1908 (6 – 31 يناير)، مع أندريه ديرين وفرناند ليغر وبابلو بيكاسو، وفي الفترة بين 28 أبريل و28 مايو 1910 مع ديرين وجورج روولت وكيس فان دونغن. وعرض أعماله مجددًا في معرض ويل بين 17 يناير و1 فبراير 1913، ومارس 1913، ويونيو 1914، وفبراير 1921. التقى ماكس جاكوب في معرض بيرث ويل للمرة الأولى. كان بيرث ويل أول تاجر فني بباريس يبيع أعمال بيكاسو (1906). إلى جانب بيكاسو وميتزينجر، عرضت أيضًا أعمال ماتيس، وديرين، وأميديو موديلياني وموريس أوتريلو.
في عام 1904، عرض ميتزينجر ست لوحات يتبع أسلوب التقسيمية في معرض الفنانين المستقلين وصالون الخريف (حيث كان يعرض بانتظام طوال سنوات بروز التكعيبية).
في عام 1905، عرض ميتزينجر ثماني لوحات في معرض الفنانين المستقلين. في هذا المعرض، سرعان ما ارتبط بالفنانين الذين أطلق عليهم لاحقًا بفناني الحوشية (أو الفوفية): كاموين، وديلوناي، وديرين، وفان دونغن، ودوفي، وفريز، ومانغوين، وماركيه، وماتيس، وفالتات، وفلامينك وآخرون. كان ماتيس مسؤولًا عن لجنة التعليق، يساعده ميتزنجر وبونارد وكاموين ولابرادي لوس ومانغوين وماركيه وبوي وفالوتون.
في سنة 1906، عرض ميتزينجر أعماله في معرض الفنانين المستقلين. انتخب مرة أخرى عضوًا في لجنة التعليق، مع ماتيس وسيغناك وآخرين. مرة أخرى مع فناني الحوشية وفنانين مرتبطين، عرض ميتزينجر أعماله في معرض الخريف سنة 1906 في باريس. عرض ستة أعمال في معرض الفنانين المستقلين سنة 1907، أعقبها عرض لعملين في معرض الخريف سنة 1907.
في سنة 1906، التقى ميتزينجر ألبرت غليزس في معرض الفنانين المستقلين، وزار مشغلًا له في كوربفوا بعد عدة أيام. في سنة 1907، في غرفة ماكس جاكوب، التقى ميتزينجر غيوم كروتوفسكي، الذي وقع أعماله تحت اسم غيوم أبولينير. في سنة 1908، نشرت قصيدة لميتزنجر، «أغنية على القمر»، في عمل غيوم أبولينير «الأشعار الرمزية».
في الفترة بين 21 ديسمبر 1908 و15 يناير 1909، عرض ميتزينجر أعماله في معرض فيلهلم أوده، شارع نوتردام دي شامبس (باريس) مع جورج براك، وسونيا ديلوناي، وأندريه ديرين، وراول دوفي، وأوغست هيربين، وجول باسكين، وبابلو بيكاسو.
استمر في عام 1908 مع معرض الصوف الذهبي في موسكو. عرض ميتزنجر خمس لوحات مع براك وديرين وفان دونجن وفريز ومانجوين وماركيه وماتيس وبوي وفالتات وغيرهم؛ وأيضًا في معرض الخريف سنة 1909، حيث عرض أعماله جنبًا إلى جنب مع كونستانتين برانكوشي، وهنري لو فوكونير وفرناند ليغر.
تزوج جان ميتزينجر لوسي سوبيرون في باريس في 30 ديسمبر من السنة نفسها.

## أعماله
- وردة في مزهرية، 1902
- التوضيح (The Clearing)، حوالي 1903
- المنظر الطبيعي (Paysage)، 1904، متحف أكلاند للفنون، جامعة ولاية كارولينا الشمالية
- المد والجزر المنخفض (La Marée Basse)، حوالي 1904
- الطريق عبر الحقول، حوالي 1904
- شاطئ البحر، على ضفاف البحر (Le Mur Rose)، 1904–05، متحف إنديانابوليس للفنون
- برج باتز عند غروب الشمس، 1904–05
- قلعة كليسون، 1904–05، متحف الفنون الجميلة في نانت
- الفتاة الشابة على الكرسي (امرأة عارية ذات تسريحة شعر مسدلة)، 1905
- المنظر الطبيعي النيو-انطباعي (Paysage Neo-Impressionniste)، 1905، متحف الفن الحديث في تروا
- امرأتان عاريتان في حديقة (Deux nus dans un jardin)، 1905–06، متحف جامعة آيوا للفنون
- امرأتان عاريتان في منظر طبيعي غريب (Baigneuses: Deux nus dans un jardin exotique)، 1905–06، متحف تيزين-بورنيميسا، مدريد
- غروب الشمس رقم 1 (المنظر الطبيعي)، حوالي 1906، متحف كريولر-مولر
- الرقص (باكانتي)، حوالي 1906، متحف كريولر-مولر
- منتزه مونتسوري، الصباح (Matin au Parc Montsouris)، 1906
- عارية (Nu)، 1906، متحف نورثون للفنون
- منظر طبيعي ملون مع طيور غريبة، 1906، متحف الفن الحديث في مدينة باريس
- بورتريه لديلوني (Portrait de Delaunay)، 1906
- امرأة مع قبعة (Femme au Chapeau)، 1906، مؤسسة كوربان للفنون
- منظر طبيعي استوائي (Paysage Tropical)، 1906–07
- منظر طبيعي ملون مع طيور مائية، 1907
- السباحون (Baigneuses)، حوالي 1908
- عارية (Nu à la cheminée)، 1910
- بورتريه لأبولينير (Portrait d'Apollinaire)، 1910
- امرأتان عاريتان (Deux nus)، 1910–11، متحف غوتنبرغ للفنون
- عارية واقفة (Nu debout)، 1910–11، متحف مونتريال للفنون الجميلة
- بورتريه لمدام ميتزينجر، 1911، متحف فيلادلفيا للفنون
- الوجبة (Tea Time)، 1911، متحف فيلادلفيا للفنون
- رجل مع غليون (Portrait of an American Smoker)، 1911–12
- امرأة مع حصان (La Femme au Cheval)، 1911–12، متحف الدولة للفنون في الدنمارك
- قوارب شراعية (Scène du port)، حوالي 1912، متحف هربرت إف. جونسون للفنون
- المنظر الطبيعي (Paysage)، 1912، معهد الفن في شيكاغو
- البورتريه، 1912، متحف فوغ، جامعة هارفارد
- منظر طبيعي، بحر (تركيب تكعيبي)، 1912، متحف فوغ، جامعة هارفارد
- راقصة في مقهى (Danseuse au café)، 1912، متحف آلبرايت-نوكس للفنون
- امرأة مع مروحة (Femme à l'Éventail)، 1912، متحف سولومون آر. غاغينهايم
- الريشة الصفراء (La Plume Jaune)، 1912
- في مضمار سباق الدراجات (Au Vélodrome, Le cycliste)، 1912، مجموعة بيغي غوغنهايم
- السباحون (Les Baigneuses)، 1912–13، متحف فيلادلفيا للفنون
- الطائر الأزرق (L'Oiseau bleu)، 1913، متحف الفن الحديث في مدينة باريس
- بورتريه لمدام ميتزينجر، 1913، متحف مقاطعة لوس أنجلوس للفنون
- في القارب، امرأة في القارب والمظلة (Im Boot)، 1913، مفقود أو دُمر
- امرأة مع مروحة (Femme à l'Éventail)، 1913، معهد الفن في شيكاغو
- دراسة للمدخن (La fumeuse)، 1913–14، متحف الفن الحديث
- جندي في لعبة شطرنج (Soldat jouant aux échecs)، 1914–15، متحف سمارت
- امرأة بالدانتيل (Femme à la dentelle)، 1916، متحف الفن الحديث في مدينة باريس
- فاكهة وجرة على طاولة (Fruit and a Jug on a Table)، 1916، متحف الفنون الجميلة في بوسطن
- طاولة بجانب نافذة، 1917، متحف متروبوليتان للفنون
- طبيعة ميتة، 1918، معهد الفن في شيكاغو
- امرأة في وجه وبروفايل (Femme au verre)، 1919، متحف الفن الحديث الوطني، باريس
- امرأة مع إبريق القهوة (La Femme à la cafetière)، 1919، Tate Gallery
- طبيعة ميتة (Nature morte)، 1919، متحف الفنون الجميلة في بلباو
- النساجة، 1919، متحف الفن الحديث الوطني، مركز جورج بومبيدو، باريس
- منظر طبيعي للمدينة، 1919–20، متحف جامعة آيوا للفنون
- طبيعة ميتة (Nature morte)، 1921، معهد مينيسوتا للفنون
- الكرة التنكرية (Carnaval a Venise)، 1922
- ركوب هارليكين (Arlequin)، 1922–23
- الكرة التنكرية، الكوميديا الإيطالية (La Comédie Italienne)، 1924
- امرأة شابة مع جيتار (Femme à la guitare)، 1924، متحف كريولر-مولر
- سالم (Salome)، 1924، مجموعة خاصة
- فرسان (Equestrienne)، 1924، متحف كريولر-مولر
- التركيب الرمزي (Composition allegorique)، 1928–29، متحف الفن الحديث في مدينة باريس
- طبيعة ميتة بحرية، 1930، المعرض الوطني للفنون، ملبورن
- الكرة الأرضية والبانجو (Globe and Banjo)، 1930، معهد الفن في شيكاغو
- العارية تحت الشمس (Nu au Soleil)، 1935، متحف الفن الحديث في مدينة باريس
- السباحة، عارية (La Baigneuse, Nu)، 1936–37
- الإبحار (Yachting)، 1937
- العارية المستلقية (Nu allongé)، 1945–50
- الفستان الأخضر (La robe verte)، حوالي 1950، متحف الفن الحديث في مدينة باريس